# Carel Victor Gerritsen
Carel Victor Gerritsen (Amersfoort, 2 februari 1850 - Amsterdam, 5 juli 1905) was een Nederlands politicus.
Gerritsen was een feminist, neo-malthusiaan en politicus die als radicaal-liberaal in het district Leeuwarden tot Tweede Kamerlid werd gekozen. Hij diende een initiatiefvoorstel in dat het mogelijk maakte voor gemeenteraadsleden en statenleden om in plaats van de eed de belofte af te leggen. Hij was tevens gemeenteraadslid en later drie jaar wethouder in de gemeente Amsterdam. Hij was de medeoprichter van de Radicale Bond en de Nieuw-Malthusiaansche Bond.
Hij was de echtgenoot van Aletta Jacobs, arts en strijder voor het vrouwenkiesrecht. Zij trouwden in 1884. Gerritsen overleed aan de gevolgen van maag- en darmkanker kort nadat hij in 1905 opnieuw tot Tweede Kamerlid was gekozen.
Gerritsen legde vanaf zijn 25e levensjaar een collectie van boeken aan over de vrouwenbeweging. Samen met zijn vrouw Aletta Jacobs breidde hij deze bibliotheek verder uit.

## Levensloop
Gerritsen werd geboren op 2 februari 1850 in Amersfoort. Hij was het tweede kind van de in totaal zeven kinderen van Hendrik Aloijsius Gerritsen en Elisabeth Brasser Rijss. Hij werd geboren in een Nederlands Hervormd gezin waarin vader een succesvolle graanhandelaar was. Gerritsen kreeg na het doorlopen van de openbare lagere school een opleiding genaamd “Inrichting voor Onderwijs in Koophandel en Nijverheid” in Amsterdam van 1862 tot 1865, waar alleen kinderen van welgestelde ouders naar school gingen. Hier kreeg hij onder andere les van N.G. Pierson, die later minister van financiën zou worden. Het sprak voor zichzelf dat Gerritsen zijn opleiding zou volgen aan deze school, omdat zijn vader dit zag als een geschikte opleiding als voorbereiding voor een baan in de graan- en foeragehandel. Gerritsen wilde graag verder studeren, maar zijn vader verbood dit omdat hij nodg was op de zaak.
Om praktijkervaring op te doen vertrok hij na afronding van zijn opleiding in 1866 naar Groningen, dat een belangrijk centrum van de graanhandel was, waar hij de kneepjes van het vak leerde. Groningen was een vooruitstrevende stad, waar het “vrije denken” en radicale politieke ideeën ingang vonden. Niet alleen Gerritsen verbleef op dat moment daar, ook de schrijver Eduard Douwes Dekker, beter bekend onder het pseudoniem Multatuli. In 1868 deed Multatuli een lezingentournee door het hele land heen en vanzelfsprekend bezocht hij ook Groningen. Multatuli was in die tijd erg controversieel, vooral om zijn kritiek op het Nederlandse koloniale bewind. Het zou dus goed kunnen dat Gerritsen in Groningen voor het eerst in aanraking is gekomen met radicale ideeën, zowel op politiek als sociaal-cultureel gebied. Gerritsen bleef contact houden met Multatuli. De raakvlakken tussen Multatuli en Gerritsen waren dat beiden feministen, vrijmetselaars en vrijdenkers waren en voorstanders van uiteenlopende zaken zoals het vrije huwelijk en crematie.
In 1869 keerde Gerritsen terug naar Amersfoort. Daar werd hij in 1871 "meester" in de Haarlemse vrijmetselaarsloge Vicit Vim Virtus, nadat hij het "carrièrepatroon" van "leerling" - "passant" had doorlopen. Door alle contacten met de wereldverbeteraars van die tijd veranderde onder andere Gerritsens visie op het geloof en werd hij onkerkelijk. Zo weigerde hij aan tafel te bidden, naar de kerk te gaan en ook om aangenomen te worden in de kerk, wat zorgde voor een conflict tussen Gerritsen en zijn orthodox-protestantse ouders. Het was in die tijd gebruikelijk dat men op 18- of 19-jarige leeftijd de kerkelijke richting van hun ouders koos, maar dat weigerde hij. In 1869 breekt Gerritsen met de Nederlandse Hervormde kerk.
Tussen 1870/1871 en 1874 bracht Gerritsen een periode in Engeland door om buitenlandse ervaring op te doen. Hij vond werk op een Londens handelskantoor. In de hoofdstad kwam hij in contact met feministen, politiek radicalen en sociale hervormers, iets wat van grote betekenis is geweest voor zijn intellectuele vorming. Een grote man in die kringen was de atheïst Charles Bradlaugh, die in 1866 de vereniging The National Secular Society (NSS) had opgericht en van wie Gerritsen onder de indruk geraakt moet zijn tijdens de vele bijeenkomsten van de NSS waar Bradlaugh sprak. Ook ontmoette hij de feminist Annie Besant en de gebroeders Drysdale, waarvan Charles Robert Drysdale de oprichter van de Malthusian League was, wat Gerritsen wellicht later heeft geïnspireerd om de Nieuw-Malthusiaanse Bond op te richten. Die streefde ernaar om de negatieve gevolgen die, in zijn ogen, overbevolking met zich meebracht, ongedaan te maken door geboortebeperking.

## Raadslid in Amersfoort
Omdat zijn vader een ernstige oogaandoening kreeg die kon uitlopen op blindheid, moest Gerritsen de leiding over de zaak overnemen. In 1876 keerde Gerritsen vanuit Londen weer terug naar Amersfoort waar hij met zijn broer David (en aanvankelijk ook met zijn vader) in het familiebedrijf aan de slag ging. Vanaf dat moment werden zijn maatschappelijke activiteiten steeds uitgebreider. Zo pakte hij de draad van de vrijmetselarij weer op. Hij was tussen 1875 en 1878 zeer actief als ceremoniemeester, penningmeester en hofmeester in de Amersfoortse loge die hij en zijn vader hadden opgericht onder de naam van Jacob van Campen. Ook werd hij in 1880 actief in de vrijdenkersvereniging De Dageraad, waar hij rond 1881 penningmeester werd. De Dageraad voerde strijd tegen de macht van de kerken en de bevoorrechting door de overheid van gelovigen boven atheïsten. Vanaf 1882 maakte hij tevens deel uit van de redactie van De Dageraad, het maandblad van de vereniging, waarin hij publiceerde over de discussie met de socialist Ferdinand Domela Nieuwenhuis over de zogenaamde eedskwestie. Het was gebruikelijk bij het aanvaarden van een politieke functie om een eed af te leggen waarin werd verwezen naar god. Gerritsen verdedigde Charles Bradlaugh in de eedskwestie, tijdens het jaarlijkse congres van de Internationale Federatie van Vrijdenkersvereenigingen te Parijs in 1881, in naam van zijn vrijdenkersvereniging De Dageraad. Bradlaugh weigerde als nieuw lid van het Engelse parlement de eed af te leggen op grond van de verstrengeling van kerk en staat. Toch heeft Bradlaugh zijn eed na veel protest afgelegd, om zijn zetel niet te verspillen.
In 1881 werd Gerritsen in de gemeenteraad gekozen. Zijn intrede in de politiek ging niet zonder slag of stoot. Al in het begin van zijn tijd als raadslid viel hij op doordat hij weigerde de eed af te leggen. Hij wilde volstaan met een belofte (zonder verwijzing naar god). Uiteindelijk ontkwam Gerritsen er net zoals Bradlaugh ook niet aan toen hij beëdigd werd. Daarnaast was Gerritsen een nieuwkomer die met zijn komst de Amersfoortse gemeenteraad opschrikte met zijn kritische houding jegens de gevestigde bestuurselite. Hij wilde bijvoorbeeld openbaarheid van bestuur. Hij vond dat raadsverslagen in de krant opgenomen zouden moeten worden en dat de raadsvergaderingen in de avond plaats zouden moeten vinden zodat ook burgers deze bij zouden kunnen wonen. Bovendien twijfelde hij zeer aan de competenties van mederaadsleden en burgemeester en wethouders, waarvan de wethouders volgens hem ook nog eens te veel vergoeding voor hun functie kregen. Ook zouden wethouders te gemakkelijk herbenoemd worden. Door zijn kritische opstelling werden een burgemeester en een wethouder tot aftreden gedwongen. Zo kwam hij bekend te staan als een enfant terrible.
Daarnaast bewees Gerritsen zich als feminist doordat hij zich inzette voor beter meisjesonderwijs en de bescherming van prostituees. Hij verliet in 1885 de Amersfoortse gemeenteraad. Met zijn afscheid van de Amersfoortse gemeentepolitiek was het echter niet gedaan met zijn politieke ambities. In augustus 1885 vertrok hij, wellicht teleurgesteld door zijn ervaringen in de Amersfoortse gemeenteraad en uit onvrede met zijn werkzaamheden in het familiebedrijf, naar Amsterdam. Hij trok zich terug uit het familiebedrijf dat hem financieel onafhankelijk maakte. Amsterdam was op dat moment dé plek waar vrijzinnigen bij elkaar kwamen en dit trok Gerritsen waarschijnlijk ook aan. Hij ging aan het Oosteinde wonen, een buurt die werd gebouwd voor de nieuwkomers.

## Raadslid in Amsterdam
In Amsterdam mengde Carel Victor Gerritsen zich al snel in een groep jongeren die werd aangeduid met de naam “Jong Amsterdam” door de jonge Frank van der Goes onder het pseudoniem Ph. Hack van Oudheusden. Zij hadden interesse in politiek, cultuur, literatuur, staatskunde en wetenschap. In Amsterdam had voorheen de politiek (maar ook de andere genoemde gebieden) toebehoord tot een kleine elitaire groep, maar door de toegenomen welvaart en toegenomen zelfbewustzijn ging een nieuwe groep zich met de politiek bemoeien. De basis van deze nieuwe groep bestond uit de kleine burgerij, zakenlieden en zelfs werklieden. In navolging van Frank van der Goes kan Gerritsen gezien worden als een van de homines novi: een nieuwkomer deels afkomstig uit “de provincie”. Maar Gerritsen mag dan wel een nieuwkomer zijn, een heer was hij wel.
De kern van “Jong Amsterdam” bestond wellicht uit niet meer dan een honderdtal individuen, maar hun invloed was veel groter doordat zij in diverse bladen zoals het culturele en literaire tijdschrift De Nieuwe Gids, het opinieblad De Amsterdammer, het weekblad voor Handel, Industrie en Kunst publiceerden om hun mening kenbaar te maken. In De Nieuwe Gids publiceerde Frank van der Goes, tijdgenoot van Gerritsen, bijvoorbeeld een vierdelige serie over “Jong Amsterdam”. In het februarinummer van 1888 analyseerde hij de politieke kant van de groep “Jong Amsterdam”. De delen die hij tussen 1888 en 1891 schreef, vertoonde de geesteswending die Van der Goes in deze periode meemaakte. Volgens Van der Goes waren de Sturm und Dranggeneratie verspreid over een heterogeen aantal verenigingen, maar was het politieke streven hetzelfde. De politiek diende zich bezig te houden met het behartigen van de belangen van alle mensen, en met name de belangen hen die tekort werden gedaan. Hij predikte dus een liberalisme met een sociaal gezicht. Uit deze generatie kwamen de Radicalen voort die datzelfde gedachtegoed aanhingen.
In de tijd dat de jonge Amsterdammers uiterst kritisch waren op de maatschappelijke verhoudingen in hun tijd, hadden de oude liberalen voor het zeggen in de stad. De gezeten coterie, die een besloten gezelschap was van standgenoten die anderen stelselmatig uitsloten, bleef streven naar het behouden van voordelen en voorrechten voor henzelf. De verandering van de kieswet in 1887 zorgde er echter voor dat het aantal kiesgerechtigden uitbreidde. Dit bood de “Jong-Amsterdammers” de keuze om een reële rol te gaan spelen in de Amsterdamse politiek. Politiek geïnteresseerden kwamen daarvoor al samen in zogeheten kiesverenigingen. De regentenklasse was vertegenwoordigd in de kiesvereniging “Grondwet”. “Jong Amsterdam”, ook wel minachtend door de oude liberalen “Radicalen” genoemd, probeerden via de kiesvereniging “Burgerpligt”, dat meer vooruitstrevende elementen bevatte, meer invloed te krijgen. Een poging van Carel Victor Gerritsen, samen met Frank van der Goes en Willem Treub, om meer vooruitstrevende kandidaten op de kieslijst te krijgen door middel van de “overvalstechniek” mislukte. Naast deze mislukte overname stonden hun denkbeelden ook te ver af van de meerderheid van de kiesvereniging. De jonge liberalen waren stonden bijvoorbeeld positief tegenover de Onderwijswet-Mackay die rechtsgelijkheid wilde erkennen tussen het openbaar en religieus onderwijs. De jonge Amsterdammers wilden dat er een einde zou komen aan de schoolstrijd die al lang de gemoederen bezighield. Door een gebrekkige kans op verandering bij de kiesvereniging “Burgerpligt” werd op dinsdag 24 januari 1888 de kiesvereniging “Amsterdam” opgericht in café Suisse in de Kalverstraat en legde daarmee de grondslag van de radicale partij in Nederland.
In hun programma lieten de Radicalen weten te streven naar de invoering van vrouwenkiesrecht, leerplicht en sociale hervormingen. Daarnaast wilden zij invoering van een kiesrecht, dat de vertegenwoordiging van minderheden, waarmee zij alle klassen van de maatschappij mee bedoelden, zoveel mogelijk waarborgde. Ook vonden zij dat het lagere onderwijs kosteloos toegankelijk moest zijn en wilden zij een hervorming van de belastingen “o.a. door afschaffing van de patentbelasting en van accijnsen op eerste levensbehoeften, en door invoering van eene progressieve rijksinkomstenbelasting, waarbij rekening wordt gehouden met de bronnen waaruit de inkomsten voortvloeien”. Ook waren zij voor een volledige scheiding van kerk en staat, scheiding van de financiën van moederland en koloniën en waren zij voor ontwikkeling van zelfbestuur en volledige toepassing van het stelsel van vrije arbeid in Nederlands-Indië. Dit waren allemaal terreinen waar de liberalen het over het algemeen af hadden laten weten. Dit was ook de reden waarom de Radicalen zo succesvol zouden zijn vanaf 1888.

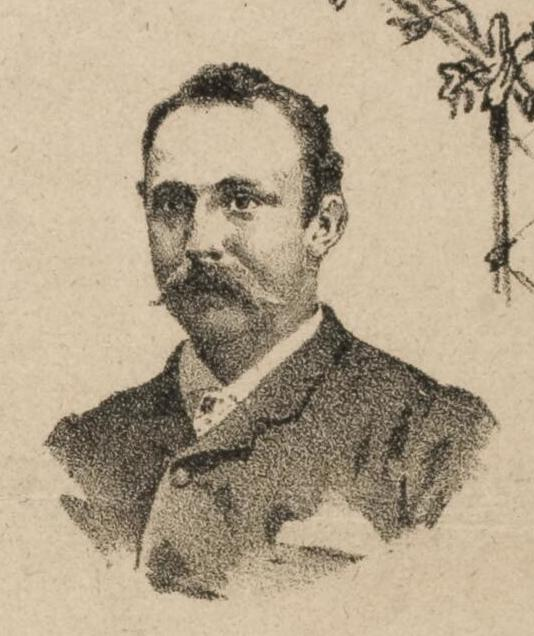
C.V. Gerritsen (ca. 1888)

Op 11 juli 1888 nam Carel Victor Gerritsen namens de kiesvereniging “Amsterdam” zitting in de Amsterdamse gemeenteraad. In de Amsterdamse raad begonnen de Radicalen bij hun aantreden een coalitie te vormen met de kerkelijke partijen om een anti-liberaal verbond te sluiten om hun macht te breken. In Amersfoort had Gerritsen hetzelfde gedaan maar dan met de rooms-katholieken om tegen de anti-revolutionairen te strijden. Deze evenredige vertegenwoordiging van verschillende sociale groepen is wat de Radicalen typeerde. Zij vonden dat alle groepen in de maatschappij een afgevaardigde zouden moeten hebben in de politiek. In de Amsterdamse raad lukte dit in 1888 door een tactiek op te stellen die er voor zou zorgen dat afgevaardigden van verschillende sociale groepen in de raad zouden komen. Gerritsen werd op de lijst geplaatst. De liberale kiesvereniging “Burgerpligt” stelde 3 kandidaten, daarnaast werden er nog een anti-revolutionair en katholiek op de lijst geplaatst. Ook de anti-revolutionaire kiesvereniging “Nederland en Oranje” plaatste hem op hun lijst. Ook in 1891 werd er weer samengewerkt met andere “minderheden” om de macht te breken van de zittende coterie. Het begrip voor deze evenredige vertegenwoordiging noemde Johannes de Koo “morele politiek”.
In 1893 werd de radicaal Willem Treub wethouder van Financiën en in 1895 daarop wethouder van Publieke Werken tot het jaar daarop. Dit was in het voordeel van de Radicalen die zich radicaal keerden tegen het concessiemodel van de negentiende eeuw, waarmee de gemeente de exploitatie van nutsvoorzieningen overliet aan particuliere ondernemers. Dezelfde concessionarissen kregen steeds de concessies ongeacht de prijs en kwaliteit van de voorzieningen. De Radicalen vonden dat er doelmatig om gegaan moest worden met gemeenschapsgeld en daarom moest er zorgvuldig gekeken worden aan wie concessies werden gegeven. Treubs prestaties waren om het telefoonnet en de waterleidingen onder gemeentelijk beheer te krijgen. Dit was een belangrijk programmapunt en leverde de Radicalen steun onder de middenstanders en de ambachtslieden. In de jaren daarna kreeg de gemeente het beheer over het gas (1898) en de tram (1900). In 1903 werd het elektriciteitsnet in beheer genomen en bestond er inmiddels politieke consensus om dit te doen. Daarnaast stonden de Radicalen een sociaal beleid voor waar zij zich vanaf het begin voor inzetten. Zo zorgden zij ervoor dat de gemeente Amsterdam voor die dagen redelijke arbeidsvoorwaarden gingen hanteren vooral op het punt van maximale arbeidstijd en minimumloon voor arbeiders.Daarnaast pleitten zij er voor dat de gemeente alleen nog opdrachten zou verstrekken en vergunningen verlenen zou aan werkgevers die een redelijk sociaal beleid voerden ten opzichte van hun arbeiders, dat vooral betrekking had op het punt van maximale arbeidstijd en minimumloon. Daarnaast drong Gerritsen aan op uitkeringen bij pensioen en ziekte voor arbeiders. Werkgevers zouden deze kosten moeten betalen. Gerritsen was wel fel gekant tegen staatspensionering in tegenstelling tot de socialisten en veel liberalen.

## Wethouder in Amsterdam
In 1899 werd Carel Victor Gerritsen wethouder in Amsterdam voor armenzorg, handelsinrichtingen en pensioenbureau. Als wethouder is Carel Victor Gerritsen vooral bekend komen te staan als de wethouder die de Gemeentelijke Geneeskundige Dienst grondig hervormde. Doordat Gerritsen een eerste poging deed om meer greep te krijgen op de activiteiten van de medici in stad, bracht hem dit hevig in botsing met de medische beroepsgroep. De reorganisatie behelsde dat in principe alle genees-, heel- en verloskundige hulp die buiten de gasthuizen door de gemeente geleverd werd bij de Geneeskundige Dienst werd ondergebracht. Daarnaast werd er een begin gemaakt met wijkverpleging en veranderde de positie van de uitvoerende medici. De van oudsher vrij gevestigde artsen die de armenzorg als neventaak erbij deden, zouden volgens de nieuwe plannen als medisch ambtenaren in vaste dienst van de gemeente gaan werken. Voor de artsen was dit onaanvaardbaar, omdat dit werd gezien als aantasting van het aanzien van het beroep door het verlies van autonomie. Daarnaast was het niet te verkroppen dat een niet-medicus, zelfs niet-academicus (Gerritsen dus), zich bemoeide met hun vak.
In december 1900 ontving Gerritsen samen met de andere wethouders en de burgemeester van Amsterdam Paul Kruger op het stadhuis. Kruger was de president van de Zuid-Afrikaanse Republiek die op dat moment in oorlog was. Nederland was in de ban van de Boerenoorlog in Zuid-Afrika waarin de Boeren, de nazaten Nederlandse kolonisten, tegen hun Britse overheersers vochten. De Nederlanders voelden zich verbonden met de Boeren die zij zagen als stamverwanten. Het bezoek van Kruger aan Nederland kon dan ook op veel belangstelling van de Nederlanders rekenen. Gerritsen had Kruger al weleens eerder in het ‘echt’ mogen ontmoeten. Op 10 maart 1884 bezocht Paul Kruger Amersfoort en was daar uitgenodigd voor een diner op het Stadhuis. Gerritsen was hier als een van de 45 genodigden ook bij aanwezig toen hij daar nog raadslid was. In het weekblad Ons Blad – gevestigd en gefinancierd door Gerritsen - stond een paginalang verslag van het bezoek, dat ongetwijfeld door Gerritsen geschreven is.

## Gerritsencollectie
Naast zijn politieke carrière staat Gerritsen ook bekend om zijn verzameling boeken over de vrouwenbeweging. Hij begon ongeveer met het verzamelen van boeken vanaf het jaar 1875, toen hij 25 was. Hij kocht feministische uitgaven, maar ook anti-feministische uitgaven. Niet alleen kocht hij boeken, pamfletten en tijdschriften in de Nederlandse taal, maar ook uit andere Europese landen, Azië, Amerika en Australië. Tussen 1975 en 1900 breidde de collectie zich uit tot wel 3000 titels. De collectie verkreeg steeds meer naamsbekendheid en werd uiteindelijk zelfs in 1900 op de wereldtentoonstelling in Parijs tentoongesteld. Het jaar erna werd er een catalogus gedrukt van de collectie. H.J. Mehler, de adjunct-bibliothecaris van de Universiteitsbibliotheek van Amsterdam, stelde deze samen. De catalogus werd door een uitgever in Parijs uitgegeven en in het Frans gedrukt.
De collectie aan boeken is ook een aanleiding tot kennismaking met Aletta Jacobs. Gerritsen was al geïntresseerd in vrouwenemancipatie en woont in 1879 in Groningen de promotie van Aletta Jacobs bij. in 1880 bezoekt hij haar in Amsterdam en verteld haar over zijn collectie aan boeken over de vrouwenbeweging. Hij leent haar een aantal exemplaren uit. De collectie biedt aanknoping voor verder contact. Na hun huwelijk in 1892 breidden zij samen de collectie verder uit.
In 1903 verkoopt Gerritsen samen met Aletta Jacobs de gehele collectie, die toen bestond uit 30.000 titels, aan de John Crerar Library in Chicago. Deze bibliotheek was vrij nieuw en opgericht in 1896. De verkoop van de collectie vond plaats aan de hand van bemiddeling van 'Mr. Truelove of London'. In 1904 breidde de John Crerar Library in Chicago de collectie verder uit, met de aankoop van publicaties over de Amerikaanse vrouwenbeweging. De University of Kansas kocht in 1954 de complete sociaal-wetenschappelijke collectie van de John Crerar Library over, toen deze zich alleen wilde gaan richten op de bètawetenschappen. Een groot deel van deze aankoop bestond uit de Gerritsencollectie. De collectie werd uiteindelijk ondergebracht in het Department of Special Collections van de Kenneth Spencer Research Library van de University of Kansas.
- Bibsys: 90851290
- Biografisch Portaal: 40726389
- Digitale Bibliotheek voor de Nederlandse Letteren: gerr005
- International Standard Name Identifier: 0000 0000 5459 9400
- Library of Congress Control Number: nr2002007101
- Nederlandse Thesaurus van Auteursnamen: 120409658
- Parlement.com: vg09ll10qp43
- Système universitaire de documentation: 09750632X
- Virtual International Authority File: 19612039
- WorldCat: E39PBJhhp7D7JBKBrCbtDrwDMP